# Barakke og Saltholm batterierne
Barakke og Saltholm batterierne er to militære batterier, der blev anlagt på øen Saltholm i henholdsvis 1904 og 1910-1912.
De to batterier havde til formål at sikre eventuelle udlagte minefelter i Øresund. Batterierne blev nedlagt i 1932.

## Historie og baggrund
Udbruddet af den russisk-japanske krig i 1904 medførte, at Rusland ønskede at flytte sin østersøflåde til Stillehavet for at deltage i krigen mod japanerne, hvilket indebar passage gennem de danske bælter. Flytning af den russiske flådes skibe i Østersøen var reguleret af en tidligere traktat mellem Rusland og Storbritannien. Storbritannien var allieret med Japan, men var ellers neutral under opgøret. England var imod afsejling af den russiske østersøflåde, hvorimod Tyskland var interesseret i, at russerne flyttede flåden ud af Østersøen, idet dette styrkede den tyske flådes position i området. I lyset af risiko for, at den britiske flåde skulle trænge ind i de danske bælter i en konfrontation mod russiske og eventuelt tyske flådestyrker var der behov for, at Danmark viste vilje og evne til at opretholde sin neutrale position og sikre de danske farvande.
I denne situation blev det besluttet at styrke den danske militære position i Øresund gennem opførelse af de to batterier. Byggeriet blev sat i værk i 1904.
Der var en del kritik af opførelsen af batterierne, og krigsminister V.H.O. Madsen blev kritiseret for manglende styring af økonomien, og opførelsen af batterierne blev sammen med andre sager om opførelsen af Vestvolden det, der førte til Deuntzer-regeringens fald i januar 1905.
Opførelsen af anlæggene er så vidt vides de eneste befæstninger den Russisk-japanske krig medførte i Europa. Batterierne blev nedlagt i 1932 og jernbanesporene fjernet i 1935. 

## Barakke batteriet
Barakke batteri på øens nordvestlige kyst blev opført i 1904 ved Barakkebroen. Batteriet var et åbent jordværk med tre kanonbriske af beton bag jordvolde. Der blev oprindeligt opstillet to stk. 47 mm kanoner, hvilket senere under 1. verdenskrig blev udbygget med to 75 mm kanoner samt to 47 mm antiluftskytskannoner. Batteriet have til opgave at belyse og om nødvendigt beskyde minefelter i Hollænderdybet. Der blev etableret et jernbane-sidespor til Saltholmsbanen.
Fuldt udbygget husede batteriet 129 mand.
Der er i dag stort set ingen rester tilbage af Barakke batteri. Der er i dag bevaret de tre kanonbriske af beton og et betongulv til en barak, samt den nederste del af batteriets lave projektørtårn.

## Saltholm batteriet
Saltholm Batteri var et åbent jordværk, der var beskyttet med en vandgrav rundt om batteriet. Batteriet havde to betonbriske til kanoner, ammunitionsdepoter og projektør til belysning ud over Øresund. I tilknytning til anlægget var opfrt en kaserne. Fra Saltholm batteri blev i 1915 anlagt en smalsporet jernbane anlagt til en i dag nedlagt skanse ved Barakkebro.
Saltholm batteri havde til formål at overvåge og beskytte minefelter, der i tilfælde at krig eller konflikt ville blive udlagt mellem Saltholm og Dragør Fort og mellem Saltholm og Middelgrundsfortet. Salthom Batteri var udstyret med to 75 mm-kanoner og otte maskingeværer.